# Code 42 Software
Code 42 Software Inc. développe et commercialise la suite de logiciel de sauvegarde et de services Crashplan. Elle a été fondée en 2001 comme une société de conseil en informatique. Code 42 a lancé un projet visant à créer une application de bureau de type Facebook, mettant l'accent sur la composante stockage en ligne, un effort qui s'est traduit par le lancement de CrashPlan en 2007. La société a collecté 52,5 millions de dollars en 2012.
CrashPlan est offert aux consommateurs sous la forme d'un modèle freemium. La sauvegarde sur les serveurs de Code 42 nécessite un abonnement mensuel et une édition pour entreprise est également offerte. Les critiques se sont révélées positives à l'égard de CrashPlan pour ce qui est de sa structure de prix, son ensemble de fonctionnalités et son interface utilisateur, mais les sauvegardes initiales de grands volumes sont lentes.

## Historique
Au départ, Code 42 fut fondée en tant que société de conseil informatique en 2001, par Brian Bispala, Mitch Coopet, Matthew Dornquast, Justin Grammens et Sam Schroeder. Le nom de la société honore Douglas Adams, qui est l'auteur Hitchhiker's Guide to the Galaxy et est décédé cette année. Dans le livre, le numéro 42 est « la réponse à la vie, à l'univers et à tout le reste. »
Certains de ses premiers projets comprenaient une nouvelle conception du site web de Sun Country Airlines en 2002, un projet pour la grande surface Target Corporation, et le moteur de réservation de billets pour  Midwest Airlines. Les revenus de l'activité de services informatiques ont été utilisés pour financer des idées de produit pour une période de six ans. En 2006, l'entreprise a projeté de créer une application de bureau de type Facebook, mais le projet a pris trop d'ampleur et s'est avéré peu pratique. Code 42 s'est concentrée sur l'aspect stockage en ligne de l'application, créant CrashPlan en 2007.
En juin 2011, Code 42 a acquis une société de développement de mobile établie à Minneapolis, Recursive Awesome LLC, pour l'assistance à ses logiciels sur les périphériques mobiles. Les employés de Recursive ont été transférés à son siège de Minneapolis et, plus tard, une extension de 10 000 mètres carrés a été rajoutée à ses bureaux. En 2012, Code 42 a collecté 52,5 millions de dollars en financement,,. Ce financement représentait le premier acompte d'un pool de 100 millions de dollars pool créé en 2011 par Accel Partners pour financer les sociétés brassant de gros volumes de données.

## Affaires
En avril 2011, 80 % des revenus de Code 42 générés par ses logiciels proviennent de clients commerciaux. La plupart des revenus restants proviennent des consommateurs, et une petite partie de partenaires prestataires de services. Depuis sa fondation Code 42 a été rentable chaque année,. Ses recettes sont passées de 1,4 million de dollars de recettes en 2008 à 11,46 millions en 2010 pour atteindre les 18,5 millions de dollars en 2011. En 2012, la société avait sauvegardé 100 pétaoctets de données et traité 100 milliards fichiers par jour.

## CrashPlan
CrashPlan sauvegarde les données sur des serveurs distants, d'autres ordinateurs ou disques durs. Il est disponible en version Mac, Windows, Solaris et Linux. La version grand public est vendue sous forme de un modèle « freemium », qui offre des sauvegardes quotidiennes locales gratuites, mais où l'utilisation du service « cloud » de Code 42 nécessite un abonnement payant appelé CrashPlan+. Il existe une option qui consiste à louer un disque dur pour effectuer une sauvegarde initiale plus rapide, et qui peut ensuite être envoyé à Code 42,. Il existe aussi des applications mobiles CrashPlan et CrashPlan Pro pour accéder aux données sauvegardées à partir de périphériques tourant sous iOS, Android et Windows. Un service de partage de fichiers, Shareplan, a été lancé en octobre 2013.
Les sauvegardes initiales peuvent prendre plusieurs heures via LAN ou des jours via Internet, mais après cela, des sauvegardes continues et incrémentielles sont effectuées sans intervention de l'utilisateur,,. Les données sont cryptées et protégées par mot de passe. Il existe aussi une option pour une clé privée plus sécurisée,. Dans quatre cas sur cinq les entreprises utilisatrices qui travaillent sous CrashPlan PROe font appel à des serveurs privés pour leurs sauvegardes plutôt qu'au centre de données de Code 42. Le logiciel a une option permettant de créer un serveur de sauvegarde privé local.

### Réception
Dans une revue de produit  MacWorld a donné à CrashPlan une note de 4,5 sur 5, et dans son évaluation Gartner a donné la version entreprise, CrashPlan PROe, la mention « excellent ». Dans ses tests d'évaluation, Computerworld a classé CrashPlan comme étant le meilleur système de sauvegarde incrémentielle de 25 Mo, mais le plus mauvais pour ce qui concerne l'archivage d'un disque système complet, qui a pris près de cinq jours. Un chroniqueur du Wall Street Journal a également noté la longueur des sauvegardes initiales, suivies de sauvegardes incrémentielles plus performantes.
Techworld a fait les éloges de CrashPlan pour son support du système d'exploitation et ses options de configuration. Ars Technica a souligné que CrashPlan avait de meilleures fonctionnalités et d'options en matière de structure de prix que ses concurrents. Elle reçoit également d'excellentes critiques pour son interface utilisateur,,,,. La version gratuite ne peut pas sauvegarder sur des lecteurs mappés sous Windows, une fonctionnalité offerte par les concurrents,,; il existe toutefois une solution de contournement.